# توبياس سيبل
توبياس سيبل (بالألمانية: Tobias Sippel)‏ (22 مارس 1988 باد دوركهايم ألمانيا - ) هو لاعب كرة قدم ألماني، يلعب كحارس مرمى.

## وصلات خارجية
توبياس سيبل على موقع الاتحاد الأوربي (الإنجليزية)
- توبياس سيبل على موقع قاعدة بيانات كرة القدم.إي يو (الإنجليزية)
- توبياس سيبل على موقع بيانات كرة القدم. دي إي (الألمانية)
- توبياس سيبل على موقع Soccerway.com (الإنجليزية)
- توبياس سيبل على موقع عالم كرة القدم.نت (الإنجليزية)
- توبياس سيبل على موقع AS.com (الإسبانية)